# قهرمانان یک‌بارمصرف
«قهرمانان یک‌بارمصرف» (انگلیسی: Disposable Heroes) ترانه‌ای از گروه هوی متال آمریکایی متالیکا است که پنجمین قطعه از سومین آلبوم استودیویی آن‌ها، عروسک‌گردان (۱۹۸۶)، به‌شمار می‌رود. عنوان این ترانه از رمان فارنهایت ۴۵۱ گرفته شده است. رابرت تروهیو، نوازنده بیس کنونی متالیکا، دربارهٔ این ترانه گفته است: «عروسک‌گردان یکی از ترانه‌های موردعلاقه من از متالیکا را دارد و آن ترانه، 'قهرمانان یک‌بارمصرف' است. هر وقت این ترانه خاص را بشنوم، منم پایه‌ام.»

## موسیقی و ترانه
«قهرمانان یک‌بارمصرف» شامل بخش‌هایی با سرعت ۲۲۰ ضربه در دقیقه است که آن را به یکی از پرشورترین قطعات عروسک‌گردان تبدیل کرده است. بخش گیتار در پایان هر بیت، تقلیدی از کرک همت از موسیقی‌هایی است که در فیلم‌های جنگی شنیده بود. لارس اولریک، درامر گروه، این ترانه را یک اثر حماسی پرشور توصیف کرده و گفته است: «'قهرمانان یک‌بارمصرف' عالی است؛ هفت تا هشت دقیقه موسیقی بسیار پرشور… و باید کاملاً حواست باشد که موقع نواختن آن تغییر بعدی را از دست ندهی.»
این ترانه یک اثر ضدجنگ است که دربارهٔ سربازی جوان روایت می‌کند که سرنوشتش تحت کنترل فرماندهانش است. اشعار این ترانه با مضمون کلی آلبوم، یعنی احساس درماندگی، اسارت و نبود کنترل بر اعمال خود، همخوانی دارد. در واقع، جلد آلبوم که گورستانی جنگی به ظاهر بی‌انتها را نشان می‌دهد، با هر سنگ قبر متصل به دست‌های عروسک‌گردان از طریق یک نخ (اشاره به ترانه هم‌نام آلبوم)، و یکی از سنگ‌ها با کلاه نظامی و دیگری با پلاک جنگی، بیش از هر ترانه دیگری در آلبوم به این ترانه مرتبط است. این ترانه همچنین معنایی دوگانه دارد؛ جیمز هتفیلد عنوان و ایده‌های آن را از تماشای مستندی دربارهٔ بازیکنان مصدوم فوتبال آمریکایی الهام گرفته است.
«قهرمانان یک‌بارمصرف» ابتدا در اواسط سال ۱۹۸۵ ضبط دمو شد، چند ماه پیش از ضبط و انتشار آلبوم. در این نسخه اولیه، ترانه تفاوت چندانی با نسخه نهایی ندارد، تنها تفاوت قابل‌توجه، یک دقیقه طول اضافی به دلیل وجود یک ریف سریع دیگر است که بعداً از این ترانه حذف شد و در ترانه آسیب، «شرکت تخریب» استفاده شد. نسخه‌های اولیه دیگر این ترانه نیز در مجموعه لوکس آلبوم عروسک‌گردان منتشر شده است.

## اجراهای زنده
«قهرمانان یک‌بارمصرف» برای اولین بار در ۱۴ سپتامبر ۱۹۸۵ در زانکت گوارسهاوزن، آلمان، به صورت زنده اجرا شد و اولین ترانه از آلبوم بود که به این شکل اجرا شد. این ترانه در آلبوم ویدیویی غرور، شور و شکوه: سه شب در مکزیکوسیتی (۲۰۰۹) که در مکزیکوسیتی فیلمبرداری شده، حضور دارد و در شب دوم از سه شب در Foro Sol اجرا شد. گروه همچنین این ترانه را در مراسم جوایز Revolver Golden Gods در سال ۲۰۱۳ اجرا کرد.
این ترانه چند بار به‌صورت آکوستیک در رویدادهای خیریه و جمع‌آوری کمک مالی اجرا شده است. این نسخه از ترانه، ریف‌های متفاوتی نسبت به نسخه اصلی دارد، اما اشعار آن یکسان است. دو اجرای اول در رویداد خیریه Bridge School Benefit در آمفی‌تئاتر Shoreline بود. گروه همچنین این نسخه را در کنسرت و حراج خیریه همه در دستان من بنیاد All Within My Hands در سال‌های ۲۰۱۸ و ۲۰۲۰ اجرا کرد؛ اجرای اول آکوستیک و اجرای دوم الکتریک بود. هتفیلد پیش از اجرا گفت: «این یک ترانه سنگین است که ما به‌صورت آکوستیک اجرا کردیم و حالا آن را به شیوه آکوستیک سنگین اجرا می‌کنیم»، و سپس با خنده ادامه داد: «امیدوارم به اندازه ما گیج شده باشید.» لارس اولریک نیز افزود: «این واقعاً بعد چهارم است»

## حضورها در رسانه‌ها
«قهرمانان یک‌بارمصرف» در بازی گیتار هیرو: متالیکا همراه با ۲۹ ترانه دیگر متالیکا، از جمله ۵ ترانه دیگر از عروسک‌گردان ، حضور دارد.
گروه اکستریم متال سوئدی Ceremonial Oath نسخه‌ای بازخوانی از این ترانه را برای آلبوم تجلیل به متالیکا، Metal Militia: A Tribute to Metallica، ضبط کرد. کل آلبوم عروسک‌گردان نیز توسط گروه دریم تیتر در تور جهانی سال ۲۰۰۲ بازخوانی شد و به‌صورت ضبط بوتلگ رسمی منتشر شده است.

## عوامل
اطلاعات از یادداشت‌های آلبوم عروسک‌گردان اقتباس شده است.
متالیکا
- جیمز هتفیلد – خواننده، گیتار ریتم
- لارس اولریک – درامز، پرکاشن
- کرک همت – گیتار لید
- کلیف برتون – بیس، خواننده پشتیبان

تولید
- متالیکا – تولید
- فلمینگ راسموسن – تولید، مهندسی صدا
- اندی ورابلوسکی – دستیار مهندسی
- مایکل واگنر – میکس
- مارک ویلزکاک – دستیار مهندسی میکس
- جورج مارینو – مسترینگ، مسترینگ مجدد در بازنشر سال ۱۹۹۵
- هاوی واینبرگ، جنتری استودر – مسترینگ مجدد سال ۲۰۱۷